# Lê Thuần Tông
Lê Thuần Tông (chữ Hán: 黎純宗 16 tháng 3 năm 1699 – 5 tháng 6 năm 1735) là vị Hoàng đế thứ 13 của triều Lê Trung hưng nước Đại Việt, đồng thời là Hoàng đế thứ 24 của nhà Hậu Lê.

## Thân Thế
Lê Thuần Tông tên thật là Lê Duy Tường (黎維祥, 黎維祜), là con trai trưởng của vua Lê Dụ Tông và mẹ là Cung phi Trần Thị.

## Trị vì
Dụ Tông bị Trịnh Cương ép truyền ngôi cho con thứ là Lê Duy Phường, cũng là cháu Trịnh Cương vào năm 1729, Dụ Tông lên làm Thái thượng hoàng, còn ông nhận chức Thái bảo tước Quận công mở phủ ngoài Hoàng thành. Tháng giêng năm 1731 Dụ Tông mất. Tháng 8 năm 1732 Duy Phường bị chúa Trịnh Giang, con Trịnh Cương phế làm Hôn Đức công rồi tới tháng 9 năm 1735 buộc vua thắt cổ chết. Lê Duy Tường có tướng mạo Đế vương, lại là con trưởng đáng tôn lập được dẫn vào cho Trịnh Giang xem mặt trong 12 người con của Tiên đế. Ông được họ Trịnh bảo vệ đến cung Từ Thọ làm lễ đưa lên ngai vàng, lấy niên hiệu là Long Đức, tức Lê Thuần Tông, sang ngày 14 tháng 10 ÂL (1735) tế Thái miếu, bố cáo trong ngoài, đại xá thiên hạ, tha bỏ thuế thiếu, tha bỏ tiền chuộc tội còn thiếu chồng chất, viên quan chức lầm lỡ nào bị truất nay đều được xem xét dùng lại.

## Qua đời
Tuy nhiên thời kì này, ông làm vua cũng chỉ là bù nhìn, triều đình trong tay Trịnh Giang. Thuần Tông ngôi khá ngắn ngủi chỉ được 4 năm, thọ 37 tuổi, mất tháng 4 năm 1735 và sau khi băng được quần thần dâng tôn thụy hiệu là Thuần Tông Giản Hoàng đế.
Hoàng thân Lê Duy Mật, em của Lê Thuần Tông, người đã khởi binh chống lại chính quyền Trịnh năm 1740, đã đặt nghi vấn rằng Lê Thuần Tông bị Trịnh Giang đầu độc. Con trưởng của ông và Nhu Thuận Giản Hoàng hậu Đào Thị Ngọc Liễu là Lê Duy Diêu sau này là Lê Hiển Tông ở ngôi 47 năm, là vua thọ nhất trong 356 năm nhà Hậu Lê. Vua Lê Thuần Tông được an táng.ở Lăng Bình Ngô nay thôn Bình Ngô xã Thiệu Ngọc huyện Thiệu Hoá tỉnh Thanh  Hoá 

## Gia quyến
- Thân phụ: Lê Dụ Tông
- Thân mẫu: Cung phi Trần thị,sau truy tôn làm Trang Từ Hoàng thái hậu

### Hậu phi
| STT | Danh hiệu                | Tên     | Sinh mất | Cha           | Ghi chú                                                              |
| --- | ------------------------ | ------- | -------- | ------------- | -------------------------------------------------------------------- |
| 1   | Nhu Thuận Giản Hoàng hậu | Đào Thị | ? - ?    | Đào Phúc Kiên | Người vùng Nghĩa Trụ theo truyền kỳ gọi tên bà là Đào Thị Ngọc Liễu. |

### Hậu duệ
| STT | Danh hiệu    | Tên húy     | Sinh mất    | Mẹ                               | Ghi chú |
| --- | ------------ | ----------- | ----------- | -------------------------------- | ------- |
| 1   | Lê Hiển Tông | Lê Duy Diêu | 1717 - 1786 | Nhu Thuận Giản hoàng hậu Đào Thị |         |
| 2   |              | Lê Duy Đàm  |             |                                  |         |
| 3   |              | Lê Duy Hiên |             |                                  |         |
| 4   |              | Lê Duy Du   |             |                                  |         |

| STT | Danh hiệu | Tên húy      | Sinh mất | Mẹ | Ghi chú |
| --- | --------- | ------------ | -------- | -- | ------- |
| 1   |           | Lê Ngọc Toán |          |    |         |
| 2   |           | Lê Ngọc Tri  |          |    |         |
| 3   |           | Lê Ngọc Tích |          |    |         |
| 4   |           | Lê Ngọc Canh |          |    |         |